# Blakea costaricensis
Blakea costaricensis är en tvåhjärtbladig växtart som beskrevs av Gina Umaña Dodero och Frank Almeda. Blakea costaricensis ingår i släktet Blakea och familjen Melastomataceae. Inga underarter finns listade i Catalogue of Life.